# 广顺场站
广顺场站是一个成渝线上的铁路车站，位于重庆市荣昌区广顺镇，建于1952年，目前为三等站，邮政编码为402465。目前客运：办理旅客乘降；行李、包裹托运；货运：办理整车货物发到；零担仅办理笨重零担货物发到。